# Spider-Man 2 (videohra, 2023)
Marvel's Spider-Man 2 je akční adventura z roku 2023, kterou vyvinula společnost Insomniac Games a vydala společnost Sony Interactive Entertainment.

## Děj hry
Hra je založena na postavě Spider-Mana z Marvel Comics. Obsahuje příběh inspirovaný jeho dlouholetou komiksovou historií, která vychází i z různých adaptací. Jedná se o třetí díl série Marvel's Spider-Man a pokračováním hry Marvel's Spider-Man (2018), rovněž navazuje na hru Marvel's Spider-Man: Miles Morales (2020).
Děj sleduje Petera Parkera a Milese Moralese, kteří se dostávají do konfliktu s lovcem Kravenem, jenž proměňuje New York v útočiště zločinců. S tím mu pomáhá symbiont Venom, který se naváže na Petera a negativně ovlivňuje jeho osobnost.

## Hratelnost
Hra staví na základech, které vytvořili její předchůdci. Klade důraz na rozmanité herní styly, které Peter Parker a Miles Morales jako Spider-Mani nabízejí. Hra rozšiřuje jejich stávající schopnosti a bojové metody. Vše lze odemknout postupem v příběhu.
Stejně jako v předchozích hrách i třetí díl nabízí mimo příběhové kampaně plnění vedlejších úkolů a získávání sběratelských předmětů roztroušených po celém otevřeném světě. Hráč může přepínat mezi Parkerem a Moralesem a plnit úkoly určené pro každého z nich.

## Vývoj
Během vývoje hry se začalo diskutovat o herním pokračování a o tom, kterým směrem bude směrovat.
Hra byla oznámena v září 2021. Yuri Lowenthal, Nadji Jeter a Laura Bailey pokračují jako hlavní dabéři postav. Jim Pirri a Tony Todd ztvárnily hlasy Kravena a Venoma. Jedná se o Toddovu poslední videohru vydanou za jeho života, protože zemřel v roce 2024.

## Vydání
Hra Marvel's Spider-Man 2 vyšla 20. října 2023 pro PlayStation 5. Setkala se s příznivým hodnocením kritiků, kteří chválili její příběh, charaktery postav a hratelnost. Byla nominována na řadu ocenění na konci roku a zvítězila v šesti kategoriích 27. ročníku D.I.C.E. Awards, včetně akční hry roku.
Hry se za jeden den prodalo přes 2,5 milionu kusů a přes pět milionů za 11 dní, čímž se stala nejrychleji prodávaným titulem první strany systému PlayStation. K dubnu 2024 se hry prodalo přes 11 milionů kusů.
Port hry pro Windows, vyvinutý společností Nixxes Software, byl vydán 30. ledna 2025.